# Richard Neville

Herb Warwicka

Richard Neville KG (ur. 22 listopada 1428 w Middleham, zm. 14 kwietnia 1471 pod Barnet), iure uxoris 16. hrabia Warwick, suo iure 6. hrabia Salisbury, zwany „Twórcą królów” (The Kingmaker), jeden z najbogatszych i najbardziej wpływowych ludzi w Anglii niebędących członkami rodziny królewskiej. Jedna z najważniejszych postaci Wojny Dwóch Róż.

## Życie prywatne
Był synem Richarda Neville’a, 5. hrabiego Salisbury, i Anne Montacute, córki Thomasa Montacute, 4. hrabiego Salisbury. Jego młodszym bratem był John Neville, 1. markiz Montagu, przez krótki czas hrabia Northumberland. Ciotka Richarda, Cecylia Neville, poślubiła księcia Yorku i była matką króla Edwarda IV.
Richard ożenił się z lady Anne de Beauchamp (wrzesień 1426 – 20 września 1492), córką Richarda de Beauchamp, 13. hrabiego Warwick, i Isabel le Despenser, córki 1. hrabiego Gloucester. Ślub odbył się w 1434 r. Richard i Anne mieli razem dwie córki:
- Izabela Neville (5 września 1451 – 22 grudnia 1476), żona Jerzego Plantageneta, księcia Clarence, miała dzieci
- Anna Neville (11 czerwca 1456 – 16 marca 1485), żona księcia Walii Edwarda Westminstera i króla Anglii Ryszarda III, miała dzieci z drugiego małżeństwa

Po matce Richard odziedziczył hrabstwo Salisbury, które jednak przejął dopiero po śmierci ojca. Od 1449 r. był w prawach żony 16. hrabią Warwick. Był więc posiadaczem licznych włości w Midlands i Marchiach Walijskich.

## Wojna Dwóch Róż
6 sierpnia 1445 r. przyszły hrabia Warwick został pasowany na rycerza. Wkrótce otrzymał swoje pierwsze urzędy. W 1446 r. został jednym ze strażników zamku Carlisle i Marchii Zachodnich na pograniczu szkockim. Był nim ponownie w 1453 r. W 1450 r. został dziedzicznym szambelanem Szachownicy. Od 1450 do 1470 r. był dziedzicznym szeryfem Worcestershire. Przed 6 grudnia 1453 r. został członkiem Tajnej Rady. W 1455 r. został kapitanem Calais, ostatniej angielskiej enklawy na kontynencie.
W rozpoczynającej się właśnie Wojnie Dwóch Róż Warwick, wraz z ojcem, stanął po stronie yorkistowskiego pretendenta do tronu, Ryszarda, księcia Yorku. Wiosną 1455 r. Warwick, York i Salisbury zebrali swoje wojska w Leicesterze. Następnie ruszyli przeciwko wojskom Lancasterów. 22 maja 1455 r. wygrali bitwę pod St Albans. Do wygranej walnie przyczynił się Warwick, który uderzył swoimi oddziałami na tyły wojsk lancasterskich. W wyniku bitwy król Henryk VI Lancaster dostał się do niewoli, a York został faktycznym władcą kraju. W następnych latach Warwick przebywał głównie w Calais. W latach 1458–1459 prowadził działania morskie przeciwko statkom hiszpańskim i hanzeatyckim.
Tymczasem wpływ na męża odzyskała królowa Małgorzata. Stronnictwo Lancasterów odbudowało siły i w czerwcu 1459 r. odzyskało wpływ na rządy. Wojna została wznowiona. Warwick szybko powrócił z Francji. Yorkowie wygrali bitwę pod Blore Heath, ale niedługo później ponieśli ciężką klęskę pod Ludford Bidge. W bitwie tej o zwycięstwie Lancasterów przesądziła dezercja oddziałów z Calais przyprowadzonych przez Warwicka. Po tej klęsce Warwick (razem ze swoim ojcem i synem Yorka, hrabią Marchii) uciekł do Calais. 20 listopada 1459 r. został pozbawiony wszystkich urzędów. Tymczasem zbierał w Calais armię i 26 czerwca 1460 r. na czele 2000 ludzi wylądował w Sandwich.
Jego siły rosły w miarę zbliżania się do Londynu. Kiedy Warwick 2 lipca wkraczał do miasta, miał pod swoimi rozkazami od 20 do 30 tys. ludzi. Następnie ruszył do Northampton, gdzie zbierała się armia Lancasterów. Bitwa rozpoczęła się 10 lipca o 14.00. Po kilku godzinach zakończyła się pogromem armii lancasterskiej. Jej dowódca, książę Buckingham, zginął, a król Henryk VI dostał się do niewoli. Po bitwie Warwick pozostał w Londynie i nie brał udziału w bitwie pod Wakefield, która zakończyła się klęską yorkistów i śmiercią zarówno księcia Yorku, jak i hrabiego Salisbury.
Pretensje ojca do tronu przejął hrabia Marchii, późniejszy Edward IV. Tymczasem armia lancasterska, podbudowana zwycięstwem pod Wakefield, ruszyła na Londyn. Warwick postanowił zagrodzić jej drogę. Zabrał ze sobą Henryka VI. 22 lutego 1461 r. poniósł jednak ciężką klęskę pod St Albans. Warwick wycofał się z 4000 ludzi do Chipping Norton w Oxfordshire. Lancasterowie odbili króla Henryka. Tam Warwick połączył się z oddziałami Edwarda i 2 marca wspólnie wkroczyli do Londynu, gdzie Edward został okrzyknięty królem. Wkrótce potem Edward i Warwick ruszyli za Lancasterami do Yorkshire. 28 marca Warwick stoczył nierozstrzygniętą bitwę pod Ferrybridge, w której został ranny (strzała trafiła go w nogę).
Do decydującej bitwy doszło w Niedzielę Palmową 29 marca pomiędzy wsiami Towton i Saxton w Yorkshire. Warwick dowodził wówczas prawą flanką wojsk Yorków. „Najkrwawsza bitwa stoczona na angielskiej ziemi” trwała kilka godzin i zakończyła się pogromem armii Lancasterów. Wprawdzie wyżsi dowódcy przeciwnika umknęli z pola bitwy, podobnie jak król i królowa, ale panowanie Edwarda IV było już wówczas niezagrożone.

## Konflikt z Edwardem IV
Po zwycięstwie Warwick otrzymał wiele zaszczytów i godności. W 1460 r. został gubernatorem Wysp Normandzkich i kawalerem Orderu Podwiązki. W 1461 r. został konstablem zamku Dover i lordem strażnikiem Pięciu Portów. W styczniu 1461 r. został Lordem Wielkim Szambelanem. W lipcu 1461 r. został strażnikiem Wschodnich i Zachodnich Marchii na pograniczu szkockim. Jego ambicje sięgały jednak wyżej. Spodziewał się być faktycznym władcą Anglii z Edwardem IV jako jego marionetką. Rychło jednak spotkał go zawód.
Przez pierwsze lata rządów Edwarda IV Warwick faktycznie rządził krajem. Pierwszy cios spadł na niego w 1464 r. Hrabia prowadził negocjacje z popierającą Lancasterów Francją i był bliski uzyskania porozumienia. Miało ono zostać przypieczętowane małżeństwem Edwarda IV z jedną z francuskich księżniczek. Kiedy Warwick zakomunikował o tym Edwardowi, ten początkowo wyraził radość z takich rozstrzygnięć, ale wkrótce poinformował hrabiego, że od sześciu miesięcy jest już żonaty. Jego żoną została Elżbieta Woodville, córka parweniusza, Richarda Woodville’a. Wkrótce na dworze królewskim zaroiło się od krewniaków królowej, którzy zaczęli wywierać coraz większy wpływ na Edwarda IV. Nie podobało się to Warwickowi, nie podobało się również bratu króla, księciu Clarence, który wkrótce stał się sojusznikiem Warwicka i pojął za żonę jego najstarszą córkę.
Warwick i Clarence przez kilka lat spiskowali przeciwko królowi, rozsiewając pogłoski, jakoby był on nieślubnym synem. Do otwartego buntu doszło w 1469 r. Wiosną tego roku na północy zbuntował się niejaki Robin z Redesdale. Później okazało się, że był to jeden z dowódców Warwicka, sir William Conyers. Warwick przekonał króla, że rebelia będzie łatwa do stłumienia i Edward wyruszył na północ z niewielkimi siłami. Po przybyciu na miejsce zorientował się, że ma jednak zbyt małe siły i postanowił zaczekać na posiłki prowadzone przez hrabiego Pembroke. 12 lipca Warwick i Clarence ogłosili swoje poparcie dla rebelii. 18 lipca Warwick opuścił Londyn i ruszył na północ. 26 lipca wygrał bitwę pod Edgecote Moor. Pembroke został ścięty, a Edward IV dostał się do niewoli.
Teraz jednak sprawy zaczęły się komplikować. Większość baronów dochowała wierności Edwardowi IV (wśród nich był brat Warwicka, markiz Montagu). Brat króla, książę Gloucester, zebrał armię i uwolnił Edwarda. Po kilku miesiącach podchodów 12 marca 1470 r. armia Warwicka poniosła klęskę niedaleko Emipingham w hrabstwie Rutland. Miejsce bitwy zyskało miano Pola Zgubionych Płaszczy (Lose-coat Field), które to płaszcze miały zostać zgubione przez uciekających ludzi Warwicka. Hrabia wraz z Clarence’em uciekli do Francji.

## Po stronie Lancasterów
We Francji w sprawę wmieszał się król Ludwik XI, który doprowadził do sojuszu między Warwickiem a królową Małgorzatą. Sojusz został umocniony małżeństwem młodszej córki Warwicka z synem Małgorzaty, Edwardem Westminsterem. Jesienią 1470 r. Warwick wylądował w Anglii. Edward i jego brat Ryszard, książę Gloucester, uciekli do Burgundii. Warwick wkroczył do Londynu i przywrócił tron Henrykowi VI.
Tymczasem Edward IV uzyskał poparcie księcia Burgundii Karola Zuchwałego i 14 marca 1471 powrócił do Anglii. Wkrótce zajął Londyn. Warwick przebywał w tym czasie w Coventry, gdzie zbierał armię. Do decydującej bitwy doszło 14 kwietnia pod Barnet. Bitwa zakończyła się pogromem armii Lancasterów. Warwick i jego brat, markiz Montagu, zginęli na polu bitwy. Ich ciała wystawiono na widok publiczny w Katedrze św. Pawła. 